# استیمیت
استیمیت یک سرویس اخبار اجتماعی است که وب‌سایت مخصوص وبلاگ‌نویسی و شبکه‌های اجتماعی آن بر مبنای یک پایگاه دادهٔ نوظهور از نوع blockchain (که به عنوان استیم شناخته می‌شود) کار می‌کند.

## تاریخچه
این پروژه در سال ۲۰۱۶ توسط نِد اسکات و دَن لاریمر (خالق BitShares) پایه‌گذاری شد. این دو بنیانگذاران شرکت استیمیت هستند که وب‌سایت استیمیت را اداره می‌کنند و به صورت مداوم از توسعهٔ این پلتفرم پشتیبانی به عمل می‌آورند.

## مفهوم
این ایده در اوراق سفید منتشر شده در مارس ۲۰۱۶ توضیح داده شده‌است.
مفهوم کلی آن شبیه سایر وب‌سایت‌های وبلاگ‌نویسی یا وب‌سایت‌های مخصوص خبرهای اجتماعی مانند Reddit است، اما محتوای متنی در استیمیت در یک زنجیره بلوکی ذخیره می‌شود. با استفاده از زنجیره بلوکی امکان حمایت از مطالب منتشر شده و نظرات با بهره‌گیری از توکن‌های ارزشمند و امن فراهم می‌شود. امکان ارسال و نگهداری تصاویر هم در استیمیت وجود دارد. سایر محتواهای چندرسانه‌ای باید وب‌سایت‌های دیگر درج شوند. برای قالب‌بندی، یک واژه‌پرداز WYSIWYG در استیمیت وجود دارد. کاربران همچنین می‌توانند با کمک عناصر HTML از مدل‌های نشانه‌گذاری استفاده کنند.